# Michel Roger
Michel Roger (* 9. března 1949, Poitiers, Francie) byl premiérem Monackého knížectví. Jmenován byl 29. března 2010. V roce 2015 Roger onemocněl a byl ve funkci nahrazen zastupujícím premiérem Gillem Tonellim.
Povoláním je právník a soudce. Je také důstojníkem Řádu čestné legie.